# 唐汪话
唐汪话是受东乡语强烈影响的官话变体，分布在甘肃省东乡族自治县唐汪镇及周边的十几个村。

## 使用者
据Lee-Smith （1996），唐汪话由东乡族自治县东北的唐汪镇约2万人使用。他们自认为是东乡族或回族。唐汪话使用者不说东乡语。

## 概述
唐汪话用官话词汇、语素和东乡语语法。除东乡语借词外阿拉伯语和波斯语借词数量也很可观。
如官话一样唐汪话是声调语言。但借自官话、以东乡语语法使用的语法助词没有声调。
例如，官话复数后缀“-们”的用处非常受限 （可用于人称代词和一些与人有关的名词），唐汪话中它的形式是-m，和东乡语中复数后缀-la一样没有这种限制。官话人称代词“你”在唐汪话中可做所有格后缀，意为“你的”。
不同于官话、相似于东乡语，唐汪话有语法格（但东乡语有8个，唐汪话只有4个）。
唐汪话语序和东乡语一样是主宾动语序。
唐汪话将官话和东乡语的特征混合在一起。据Lee-Smith，出现这样的语言混合是因为丝绸之路。

## 更多
- 钟进文, , , 中国民族大学出版社, October 2007, ISBN 978-7-81108-462-7, OCLC 430338855
- 徐丹. 2014. 唐汪话研究. Beijing: 民族大学出版社.